# سليمان الحرش
سليمان مُسلَّم الحَرَش (ولد 1372 هـ / 1953 م) عالم سوري، وباحث محقِّق، وداعية سلفي. أنشأ (موسوعة المصنَّفات العربية: الموسوعة الشاملة للتراث العربي الإسلامي خلال أربعةَ عشرَ قرنًا هجرية، ومداخل المؤلفين) التي استغرق العمل فيها سبعة وعشرين عامًا. وهو الأمين العام لرابطة خطباء الشام سابقًا.

## ولادته وتحصيله
وُلد أبو مُسلَّم، سليمان بن مُسلَّم بن ياسين بن حامد الحَرَش، في حيِّ المَيدان بدمشق، عام 1372هـ/ 1953م. تلقَّى تعليمه في دمشق، ثم التحقَ بكلية الشريعة بالجامعة الإسلامية في المدينة المنوَّرة، فتخرَّج فيها وحصل منها على الإجازة سنة 1399هـ.
درس على عدد من العلماء في الشام والسعودية، من أشهرهم: محمد بهجة البَيطار، ومحمد أمين المِصري، وعبد الرؤوف اللُّبَدي، ومصطفى الخن، وعبد القادر الأرناؤوط، وكريِّم راجح، وشعيب الأرنؤوط، ومحمد المختار الشِّنقيطي، وعبد المحسن العبَّاد، وعبد الله بن عبد العزيز العقيل.
وسجَّل أطروحةً لنيل شهادة الماجستير من جامعة طرابُلُس بلبنان، في موضوع بعنوان: (كشف الظنون وإيضاح المكنون في خمسة قرون- دراسة تحليلية).

## عمله ووظائفه
بعد إتمامه الدراسة انتقل إلى الرياض فعمل مديرًا لدار الأمين للطباعة والنشر من 1400 إلى 1402هـ، ثم ارتحل إلى الطائف مديرًا إداريًّا لمكتب (الشِّبل مهندسون استشاريُّون) لصاحبه المهندس السعودي عاطف بن عبد الله الشِّبل (شقيق المذيع الشهير ماجد الشبل)، من عام 1403 إلى 1407هـ.
ثم رجع إلى الرياض فأسهم في تأسيس مدارس رياض الصالحين فيها، وعمل وكيلًا لها من عام 1408 إلى 1412هـ. وعُيِّن مستشارًا شرعيًّا لـ (شركة حرف لتقنية المعلومات). وفي عام 1412هـ اختاره وكيلُ وِزارة العدل بالسعودية الشيخ بكر بن عبد الله أبو زيد للعمل ضمن اللجنة المشكَّلة لمشروع (التصنيف الموضوعي لتعاميم وزارة العدل) استغرق العملُ فيها أربعَ سنوات، ثم كُلِّف مع لجنة أُخرى في وزارة العدل العملَ في تحقيق وتخريج أحاديث كتاب (كشَّاف القِناع عن متن الإقناع) للبُهُوتي، في الفقه الحنبلي، برئاسة الشيخ عبد العزيز بن إبراهيم القاسم، وامتدَّ العمل فيه إلى سنة 1429هـ، وصدر في 15 مجلدًا، وشارك أيضًا في إعداد فهارسه. وهو عضو اللجنة العلمية لـ (شبكة السُّنَّة النبوية وعلومها) على الشابكة.
والشيخ سليمان الحرش عُيِّن أمينًا عامًّا لرابطة خطباء الشام سابقًا، وله نشاط كبير في الدعوة بالحكمة والموعظة الحسنة، وعقد المجالس العلمية والتربوية، منها مجالسُ أقرأ فيها عددًا من كتب التراث المهمَّة، منها: زاد المعاد في هدي خير العباد لابن قيِّم الجوزية، وتفسير البغوي، ورياض الصالحين للنووي، والرحيق المختوم لصفيِّ الرحمن المُبارَكْفُوري، والباعث الحثيث شرح اختصار علوم الحديث لأحمد شاكر، وجامع العلوم والحكم لابن رجب الحنبلي، وصحيح البخاري.
ونهض وحدَه بمشروع علمي كبير على مدار سبعة وعشرين عامًا، وهو إنشاء (موسوعة المصنَّفات العربية: الموسوعة الشاملة للتراث العربي الإسلامي خلال ثلاثة عشر قرنًا هجرية ومداخل المؤلفين) التي أُطلق موقعها الإلكتروني أخيرًا عام 2023م، وبات مُتاحًا للباحثين والدارسين المهتمين.

## كتبه وآثاره

### في التحقيق
1. (معالم التنزيل) تفسير البَغَوي، في 4 مجلدات، بالاشتراك مع محمد عبد الله النمر، وعثمان جمعة ضميرية.[7] وتُرجمت طبعتهم هذه إلى التركية وصدرت في 8 مجلدات.
2. (آداب الحسن البصري) لابن الجَوزي.[8]
3. (التحفة العراقية في أعمال القلوب) لشيخ الإسلام ابن تيمية.[9]
4. (إنارة الفِكْر بما هو الحقُّ في كيفية الذِّكْر) لبرهان الدين البِقاعي، تقديم عبد القادر الأرناؤوط.[10]
5. (مناقب الأئمَّة الأربعة) لابن عبد الهادي المَقدِسي.[11]
6. (نور العيون في تلخيص سيرة الأمين المأمون) لابن سيِّد الناس.[12]
7. (شفاء العليل في مسائل القضاء والقدَر والحكمة والتعليل) لابن قيِّم الجَوزية، بالاشتراك مع عبد القدوس محمد نذير، وعمر الحفيان.
8. (تنبيه النائم الغُمْر على مواسم العُمْر) لابن الجَوزي.
9. (تحذير أهل الآخرة من دار الدنيا الداثرة) للسُّيوطي.

### في التأليف
1. (تهذيب تفسير البغوي) في مجلد واحد، بالاشتراك مع محمد عبد الله النمر، وعثمان جمعة ضميرية.
2. (معجم مصطلحات الحديث) بالاشتراك مع حسين إسماعيل الجمل، تقديم عبد القادر الأرناؤوط.[13]
3. (وبشِّر الصابرين) بالاشتراك مع محمد موفق سليمة.
4. (الميسَّر في علامات الإعراب).[14]
5. (العلل المتناهية في الأحاديث الواهية) لابن الجَوزي، صنع فهارسَه.
6. (شرح معاني الآثار) للطَّحَاوي، صنع فهارسَه، بالاشتراك مع عبد الرحمن دمشقية.[15]
7. (الفوائد المجموعة في الأحاديث الموضوعة) للشَّوكاني، صنع فهارسَه.[16]

### مقالات
وله مقالات منشورة، منها:
- فقيد العلماء والدعاة: الشيخ بهجت البيطار.
- من أعلام الإسلام: الطحاوي.[17]

## الملاحظات
1. ↑  أخطأ محمد شريف الصواف في موسوعة الأسر الدمشقية 1/ 609، فبعد أن ترجم للشيخ سليمان بن مسلَّم الحرش، قال: وأخوه: غالب بن حسن! والصواب: أن الشيخ غالب بن حسن الحرش هو ابن عم الشيخ سليمان، فوالده حسن بن ياسين  هو شقيق والد الشيخ سليمان: مسلَّم بن ياسين. فليُتنبَّه.

## وصلات خارجية
- رسالة إلى خطباء سوريا - الشيخ سليمان الحرش (أمين عام رابطة خطباء الشام)
- العلماء الربانيون - فضيلة الشيخ سليمان الحرش
- إنهم يبغونها عوجًا - فضيلة الشيخ سليمان الحرش
- أعمال الحج - للشيخ سليمان الحرش - صوتي
- موسوعة المصنفات العربية: الموسوعة الشاملة للتراث العربي الإسلامي خلال ثلاثة عشر قرنا هجرية ومداخل المؤلفين
- ندوة حوارية مع الشيخ سليمان الحرش من تنظيم مجموعة الحضارة الإسلامية